# Centre de formation au journalisme et aux médias
Le Centre de formation au journalisme et aux médias (CFJM), résultant de la fusion entre le Centre romand de formation des journalistes et la Formation continue des journalistes, est un centre de formation à Lausanne en Suisse.
Créé en 1965 sous l'impulsion des éditeurs et journalistes en Suisse romande, il permet d'obtenir un certificat reconnu en Suisse et à l'étranger. Officiellement annoncée le 26 septembre 2013, la création de la nouvelle Fondation du CFJM a pris effet rétroactivement au 1er janvier 2013.

## Formation professionnelle (CRFJ)
Les cours sont destinés aux stagiaires journalistes des médias romands (presse écrite, radio, télévision) et sont dispensés en emploi, en même temps que la période de stage. La durée exacte des cours est de neuf semaines réparties sur les deux ans de stage. Ils sont également accessibles aux journalistes indépendants, à la condition qu'ils collaborent pour plus d'un média reconnu, qu'ils exercent le métier à titre d'activité lucrative principale et qu'ils justifient d'un revenu minimal régulier.
Il y a trois volées par année, en janvier, avril et août. Le programme des cours vise à donner la même base à tous les professionnels romands, même si certains cours sont spécifiques à chaque type de média.

## Formation continue (FJC)
Le centre propose aussi des cours de formation continue pour les journalistes en activité. Les cours sont donnés par plus d'une centaine d'intervenants.
Mise sur pied en 1979, la formation continue des journalistes (FCJ) tire ses ressources d’un prélèvement paritaire sur les salaires des journalistes RP (inscrits au registre professionnel) des publications qui en ont accepté le principe.
Les fonds recueillis sont divisés à parts égales entre les entreprises cotisantes (pour l’organisation de leur propre formation continue) et un fonds central géré par la Commission paritaire de formation continue. Cette commission laisse l'organisation des séminaires centraux de formation continue (une vingtaine par année). D'autre part, la FCJ encourage et finance diverses opérations de soutien à la formation continue, dont les congés de formation.
L'administration est composée de représentants de presse suisse et d'impressum.